# バービー
バービー（Barbie）は、アメリカの玩具メーカーマテル社が販売する着せ替え人形。30cmサイズ。

## 概要
1959年3月にアメリカのマテル社から発売された。

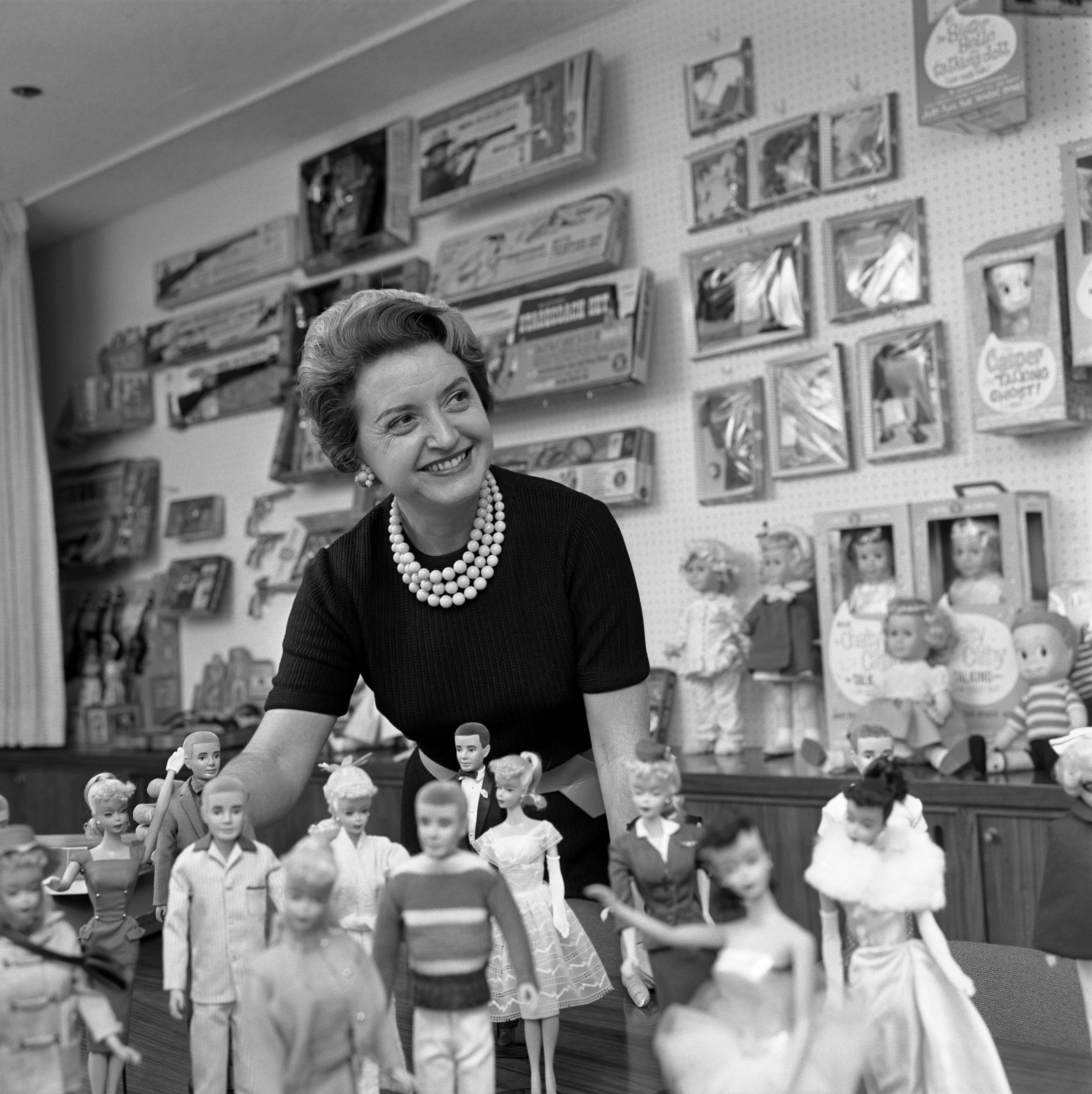
ルース・ハンドラー1961年

同社の共同創業者一人であるポーランド系ユダヤ人のルース・ハンドラーが家族でヨーロッパを旅行中スイスを訪れた際目に留まった、西ドイツの新聞『ビルト』に連載されていた大人向け一コマ漫画の主人公を製品化した人形「ビルト・リリ（Bild Lilli）」を娘のバーバラへの土産に購入したことが元になっている。そのため、極端なプロポーションを特徴としている（後述「歴史」項目を参照）。
初期のバービーは日本で製造されている。当時、日本はアメリカに比べ人件費が安く、繊維産業が盛んであり人形本体と衣装とをまとめて発注できるという理由から注目され、玩具問屋と小売を営む(株)国際貿易  との交渉から日本生産が決まった。(株)国際貿易は取引先で現在も着せ替え人形製造の中心をになう企業の山一商店・中嶋製作所・セキグチなどに依頼しマテル社の高度な要求に応えてバービーの生産に携わった。1970年代以降は東南アジアのインドネシアなどに、1980年末期から中国での生産にシフトしている。

## 歴史
マテル社は1945年に額縁メーカーとして発足し、1950年代に玩具製造業へ進出、新たな女児用人形を考案中だったルース・ハンドラーはこのビルト・リリ（Bild Lilli）に注目し、構想を固めるとジャック・ライアンらと開発を進め、1957年7月にライアンとデザイナーのフランク中村を東京に派遣し、(株)国際貿易と製造に向けて交渉を行った。契約は成立したが、マテル社の広範な要求から複数の製造メーカーとの協力を決め、試作に入った。高度な製品精度要求には製造工程や量産技術に改良と研究の余地が多く存在し、量産を開始するまでにはさまざまな困難に遭遇した。
1959年3月9日に発売開始。アメリカで売られていた着せ替え人形が2ドル台だった中で、当時『安かろう悪かろう』と言われていた日本製の人形に3ドルの価格を付けて販売したため物議をかもした。おもちゃ業界からは否定的な目で見られていたが、ファッショナブルで精巧なお人形は子供たちに支持され、爆発的に売れた。アメリカ国内の支持によって原典となり、ブーム退潮で製造を打ち切り休眠中だったビルト・リリ（Bild Lilli）をパテントを含めた権利を1964年に買収し、海外ヨーロッパなどの販売強化した。

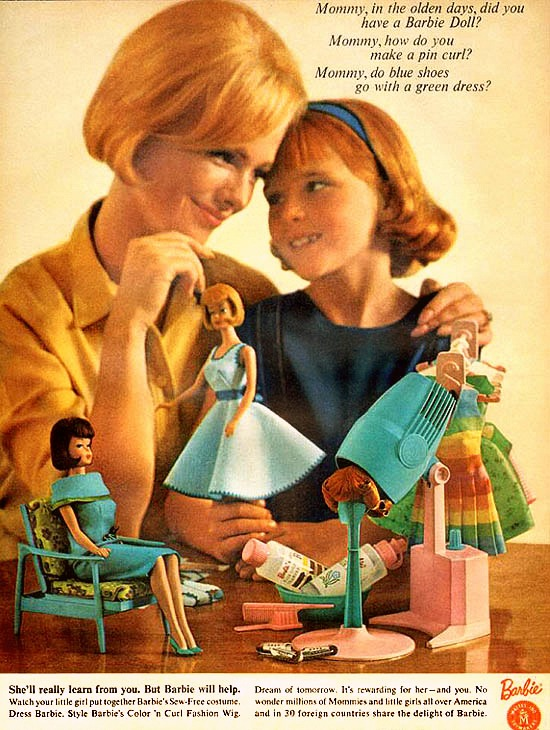
バービー1965年の広告

1967年には、腰をひねることができる「ツイスト・バービー」にモデルチェンジした。また、1969年には黒人のキャラクターがラインナップに加わった。
ただし、日本においては販売不振から撤退を余儀なくされた。その後、和製バービー（後述）を経て、現在ではマテル社の日本法人から発売されている。
1980年代半ば以降は、大人のコレクター向けの商品が発売されるようになる。
1999年、ピクサー社のフルCGアニメーション『トイ・ストーリー2』にバービー人形が登場する。次作である2010年の『トイ・ストーリー3』にも再び出演したほか、こちらにはケンも登場。そしてそれに続くスピンオフ作品『ハワイアン・バケーション』では、バービーとケンがW主演を果たした。これらピクサー作品における声優は、バービー役は、英語版がジョディ・ベンソン、日本語吹き替え版が高橋理恵子。ケン役は、英語版がマイケル・キートン、日本語吹き替え版が東地宏樹。
現在までの全世界での販売数は10億体を超えるといわれる。

## 和製バービー
日本でマテル社のバービーは、1962年に(株)国際貿易から販売を開始、「新しいアメリカのおともだち」と紹介。800-1,500円で販売されたが当初から販売不振が続いた。東京オリンピックが開催された1964年頃には賃金水準改善から徐々に売り上げは向上し、さらには化粧や髪の色、衣装のデザインを日本人好みのものに変えるといった努力が続けられていた。1966年の『ビートルズ旋風』に乗って売れ行きをのばしたが、67年のリカちゃん人形の発売開始によって打撃を受け、日本市場から撤退した。
1980年頃タカラとマテル社は提携しバービーの輸入代行販売を開始。タカラは一時、リカちゃんとバービーという日本の着せ替え人形の代名詞とも言える人形を両方とも販売していたことになる。
1982年、八頭身で胸や尻が大きい体型で小顔なバービーよりも日本人には親しまれたリカちゃんから発展したヘッド（頭部とマスク）に同じくタカラの既存品ボディで構成し、オリジナルのマテル社バービーからキャラクター設定とキャッチコピーを転用して通称タカラ・バービーを発売した。TVアニメーション番組や少女漫画ヒロインのような大きいアイプリントと前髪が切りそろえられた特徴を持ち、価格は1,000-2,500円程度。卓上などでマスコットに飾るには手頃なサイズと価格からたちまち人気になり山本寛斎デザインの「カンサイ・バービー」や企業タイアップでシルバー・ミンク実物を使用したコートを纏う製品まで登場し1985年には月別販売実績でリカちゃんを抜き好調であったが1986年にマテル社との提携は解消され、バービーはジェニーとして販売されることになった。
タカラとの提携解消に伴いマテル社はバンダイとの合弁会社 ma-ba（マーバコーポレーション、バービーの他にはバンダイのメガドライブ用ゲームソフトの発売元になっている）を設立してバービーを発売。米国版バービーではなく日本限定のもの（通称マーババービー）を発売したが、タカラが発売中の「ジェニー」つまりかつての「タカラ・バービー」と顔立ちが酷似しており日本版バービーとジェニーを開発した経緯理由を根拠としてタカラから提訴された。1989年に販売不振から一度生産を打ち切り、マーババービーのフレンドドール、ソフィーのヘッドを流用、アイプリントを変更して販売を続けたが1991年に販売終了した。
バンダイは漫画やアニメーションTV番組とのタイアップでドール製品製造の実績はあったが、知育幼児玩具としてのドール製品への経験はタカラより劣っていたため、マーババービーは素材の耐久性と経年劣化から首接続部位が脱落するという欠陥があった。
なお1986年から1年間テレビ東京で、マーババービーをイメージキャラクターとした帯番組「バービーと世界の仲間たち」が放送されている。マーバコーポレーションの一社提供で、バービーの声は川村万梨阿が務めていた。（同時期のバービーテレフォンの声も担当）
1991年以降マテル社とバンダイが提携した結果、日本独自のバービーは無くなりセットパッケージ、衣装など関連商品で日本限定商品が販売される。マーバコーポレーションは1995年までバンダイの子会社として存在したが、バンダイ本社に吸収合併され消滅。以降はマテル社のバービーがバンダイから販売されていたが、2003年末をもってバンダイとの業務提携を解消。現在は、マテル社の日本法人マテル・インターナショナルからバービーが販売されている。

## キャラクター
バービー
本名はバーバラ・ミリセント・ロバーツ（Barbara Millicent Roberts）。 年齢は17歳で職業はファッションモデル。
スキッパー、ステイシー、チェルシー
バービーの妹たち。
ケン
バービーのボーイフレンド。

## 種類
- ピンクボックス - 子供のおもちゃとして通常販売されているバービー。ピンク色の箱に入っていることから、『ピンクボックス』『ピンク箱』の愛称で呼ばれている。
- コレクタブルバービー - 1985年ごろから販売されている、コレクション向けのバービー。有名ブランドとのコラボレーションモデルや、映画を題材としたモデルが存在する。
  - ピンクレーベル - 生産数50,000体以上。通常の小売店で販売されるコレクタブルバービーのレーベル。pink Label
  - シルバーレーベル - 生産数25,000体以上50,000体未満。silver Label
  - ゴールドレーベル - 生産数25,000体未満。とくに選ばれた小売店のみで販売される。gold Label
  - プラチナレーベル - 生産数1,000体以下または限定一体のドールにつけられるレーベル。platinum Label
- ファッションモデルコレクション (F.M.C)  - シルクストーンと呼ばれる独特な素材を使ったビンテージフェイスの人気シリーズ Fashion Model Collection 2000～
- ビンテージリプロ - コレクター達のリクエストや過去のビンテージ期の復刻版など Vintage Repros 1994～
- ワールドカルチャー - 世界各国の民族衣装や文化を取り上げたもの World Culture 1980?～
- バービーウーマンオブロイヤリティシリーズ - マリー・アントワネット・エリザベス女王・ジョセフィーヌ后妃 - ビスクドール並のクオリティーと値段のシリーズ(2003年)アメリカ公式サイト

## 人形の顔
時代的ジャンル 大きく分けて3つからなる。
- 60年代のビンテージ期 - ビンテージまたはノスタルジックフェイスと呼ばれる独特な造形
- 70年代のモッド期（モッズ） - 70'S（サイケデリックやニューファッション）に対応するべくシンプルな顔
- 現代 - さらにスーパースター、ネプチューンなどフェイスにバリエーションがある

## CGアニメ作品
- バービーのくるみ割り人形
- バービーのラプンツェル 魔法の絵ふでの物語
- バービーの白鳥の湖
- バービーの王女と村娘
- バービーとペガサスの魔法
- バービーと妖精の国フェアリートピア
- バービーと人魚の国マーメディア
- バービー プリンセス&ポップスター
- バービーのフェアリー・プリンセス
- バービーと伝説の馬
- バービーと魔法のバレエシューズ
- バービーのマーメード・プリンセス
- バービー: プリンセス・パワー（フランス語版）
- バービー イルカのマジック（バービー: ドルフィン・マジック）
- バービー・プリンセス・アドベンチャー

## 実写映画
- 『バービー』 グレタ・ガーウィグが監督を務める。マーゴット・ロビー主演。2023年7月21日公開[5]。

## バービーらを演じた声優
バービー
- 英語版
  - ジョディ・ベンソン -『トイ・ストーリー2』『トイ・ストーリー3』『ハワイアン・バケーション』
  - ケリー・シェリダン - バービーシリーズ

- 日本語吹き替え版
  - 高橋理恵子 -『トイ・ストーリー2』『トイ・ストーリー3』『ハワイアン・バケーション』
  - 柚木涼香 -『バービーのくるみ割り人形』〜『バービーの王女と村娘』
  - 坂本真綾 -『バービーと妖精の国フェアリートピア』〜
  - 小清水亜美 -『バービー プリンセス&ポップスター』〜
  - 橋爪紋佳 -『バービー: プリンセス・パワー』〜

王子
- 英語版
  - マーク・ヒルドレス - バービーシリーズ

- 日本語吹き替え版
  - 緑川光 -『バービーのくるみ割り人形』〜『バービーの王女と村娘』
  - 千葉進歩 -『バービーとペガサスの魔法』

ケン
『トイ・ストーリー3』『ハワイアン・バケーション』
- 英語版
  - マイケル・キートン

- 日本語吹き替え版
  - 東地宏樹

## 論争
本製品に関する論争は何度か起きている。
1992年に発売されたおしゃべり人形のティーン・トーク・バービーは「数学の授業って大変」というセリフが「女は数学が苦手」という固定観念を定着させるものとして物議をかもした。
2004年にドイツのベルリンに「バービー・ドリームハウス（Barbie Dreamhouse）」が開園したが、バービー人形は女性の性差別の象徴とみなすフェミニスト団体の激しい抗議を受けた。

### バービーと障がい
1998年、車椅子に乗ったフレンドのベッキーが一般発売された。日本向けなどいくつかパッケージや付属品が異なるものが有り、身体障がいへの理解を深めるため販売されたが、アメリカでは脳性まひを発症している10代女子という人物から「この車椅子ではバービーのドリームハウス（ドールハウス）のエレベーターに入らない。」と苦情が寄せられた。回収や発売中止には至らなかったが、バリアフリーの認識理解がマテル社には足りなかったとして、広報から苦情公開と謝罪が行われている。
なお、2019年に発売された製品群「バービー・ファッショニスタ」の中には、車いすや義足のキャラクターも存在している。

### イスラム教との関係
イラン政府は、バービー人形に肌の露出が多い衣装を着せることができるために「反イスラム的」との見解を示した。1996年には「文化や社会への破壊的影響」を理由にバービー人形の販売を禁止している。これに対し、マテルは当局の許可を得たうえで、2002年に肌や髪を伝統衣装のチャードルなどで隠した人形「サラ」と男性の人形「ダラ」を開発・販売したが、ロイター通信によると消費者からはあまり受け入れられておらず、当局が取り締まりを強化する2012年初頭まで通常のバービー人形が堂々と店頭に並べてあったとされている。
同じくイスラム教徒が多いインドネシアにおいては、地元の企業から「サルマ」というバービーに似た人形が発売されている。

## その他
- 2019年3月に、発売60周年記念と国際女性デーに合わせ、世界中の女性リーダーをモデルとした人形を発売することになり、日本からはテニス選手の大坂なおみとタレントの黒柳徹子が選ばれた[13]。
- 2023年5月に、ももいろクローバーZの佐々木彩夏が日本人アーティスト初となる“バービーとのスペシャルコラボライブ”を横浜アリーナにて開催[14]。バービーの世界観を取り入れたソロコンサートとなった[14]。